# Ocell del paradís reial
L'ocell del paradís reial (Cicinnurus regius) és una espècie d'ocell de la família dels paradisids (Paradisaeidae) i única espècie del gènere Cicinnurus Vieillot, 1816, si bé algunes classificacions inclouen aquí també les espècies del gènere Diphyllodes. habita els boscos de les terres baixes de Nova Guinea, Yapen, illes Aru, i Raja Ampat.